# Хотын (Дубенский район)
Хотын (укр. Хотин) — село в Крупецкой сельской общине Дубенского района Ровненской области Украины.
До 2020 года входило в Радивиловский район.
Основано в 1570 году. Население по переписи 2001 года составляло 846 человек. Почтовый индекс — 35524. Телефонный код — 3633. Код КОАТУУ — 5625889001.

## Интересные факты
Во время археологических раскопок, на территории села, был найден древнерусский меч, датируемый X веком. В Хотине в 1964 году также были найдены каменные орудия человека: топоры и наконечники стрел. В лесах Хотина сохранилась насыпь от узкоколейки, которая действовала примерно до 1939 года. В годы войны были сожжены в лесах недалеко от Хотин несколько сёл, на месте осталась лишь одичавшая сирень и акация. В самом селе был уничтожен спиртзавод, кирпичный завод и усадьба помещика. Как память о Первой мировой войне в лесах названы дороги: Немецкая линия, Австрийская линия и Русская линия.